# Spårväg Kronbroarna

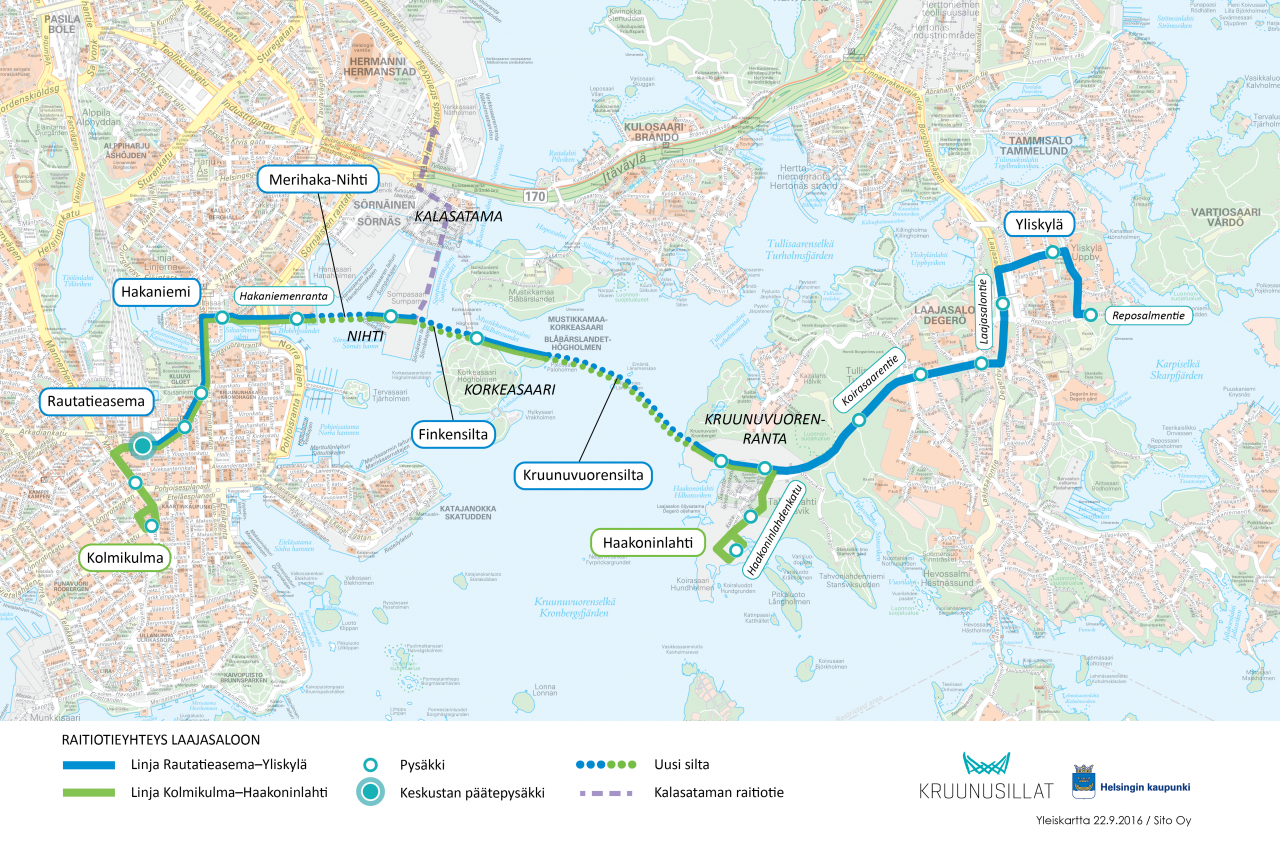
Karta över planerad spårväg på Kronbroarna

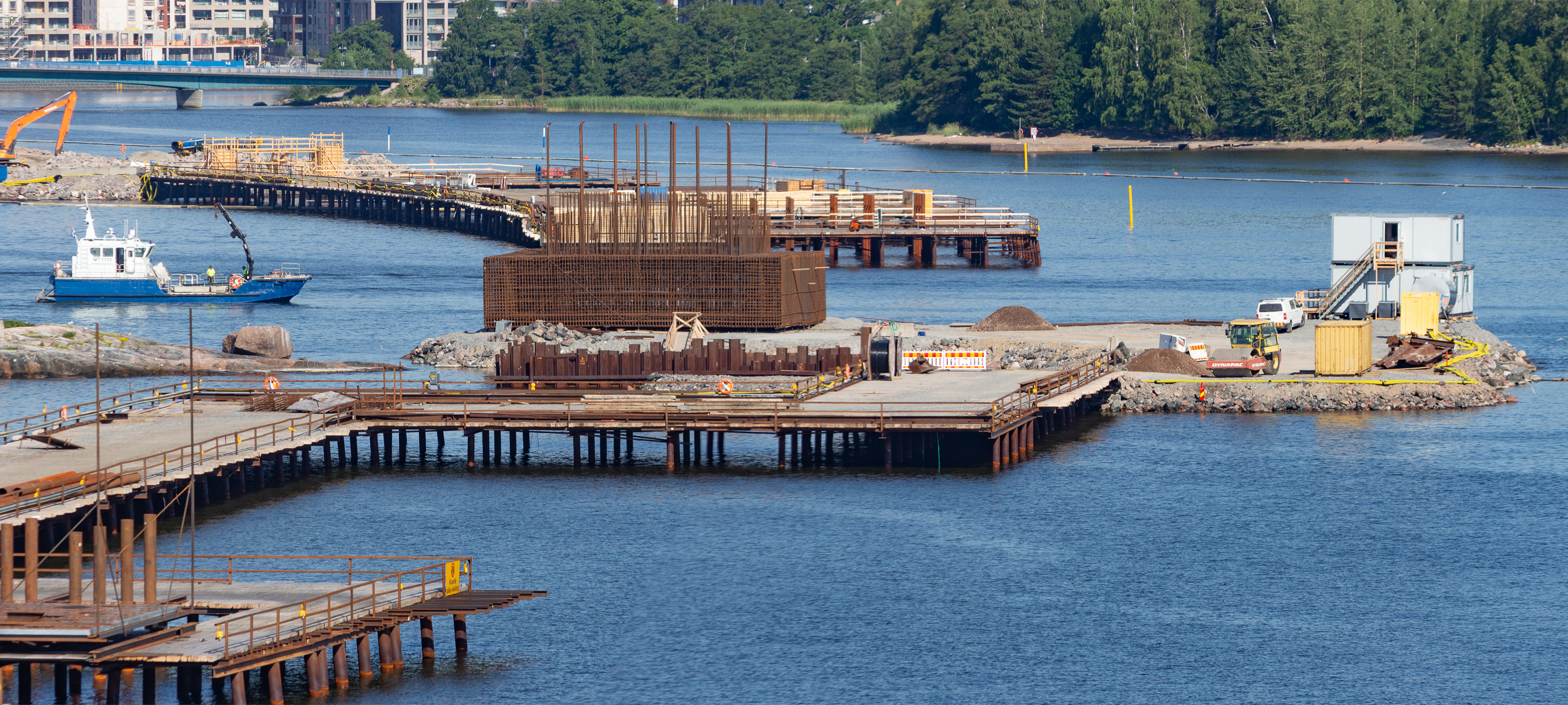
Anläggning av Kronbergsbron vid fästet på Kronbergsstranden, juli 2022

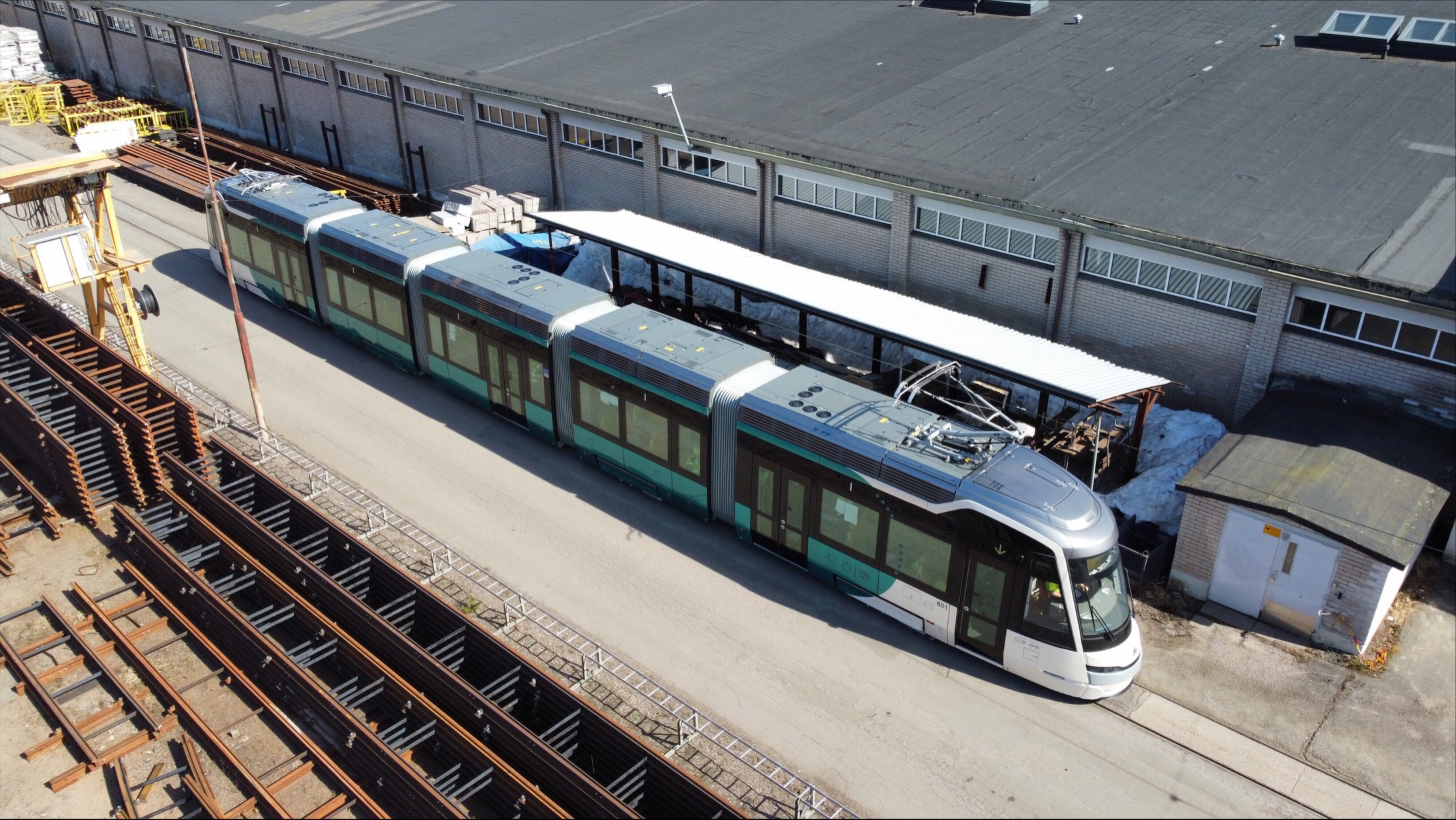
Huvudstadsregionens Stadstrafiks Škoda Artic X54–vagnar av den typ som beställts till trafiken på Kronbroarna

Spårväg Kronbroarna är ett anläggningsprojekt för en ny spårvägslinje mellan centrala Helsingfors och Degerö i östra Helsingfors. Spårvägen har 1 000 millimeters spårvidd i likhet med befintligt nät i staden. En viktig del av projektet är Kronbroarna, som är under uppförande sedan 2021. Den nya spårvägen beräknas i sin första etapp gå mellan Hagnäs torg och Degerö och tas i bruk 2027.
Beslut om anläggande av spårvägen, inklusive broarna, togs av Helsingfors stadsfullmäktige den 30 augusti 2016. Helsingfors stadsfullmäktige beslöt därefter i augusti 2021 att bygga spårvägen i två etapper, i en första etapp mellan Hagnäs torg och Degerö samt i en andra etapp mellan Hagnäs torg och Helsingfors centralstation.

En ny spårvagnsdepå har diskuterats för att anläggas i Uppby. Den kommer dock sannolikt inte bli aktuellt att bli byggd under 2020-talet.

## Linjer
- Uppbylinjen planeras gå från Hagnäs torg via Kronbergsstranden till Uppby, för att i en andra etapp förlängas från Hagnäs torg till Helsingfors centralstation.
- Håkansvikslinjen planeras gå från Hagnäs torg via Kronbergsstranden till Håkansvik, för att i en andra etapp förlängas från Hagnäs torg via Helsingfors centralstation till Trekanten.

| Linje | Sträcka |
| ----- | --- |
| 11    | Trekanten – Helsingfors centralstation – Hagnäs torg – Knekten – Högholmen – Kronbergsstranden – Håkansvik |
| 12    | Helsingfors centralstation – Hagnäs torg – Knekten – Högholmen – Kronbergsstranden – Uppby                 |

### Hållplatser
- Hagnäs torg (byte till metro och till andra spårvägslinjer)
- Havshagen
- Knekten (byte till spårvägslinje 13)
- Högholmen
- Skärgårdsflottsvägen/Hundholmsvägen, Degerö
- Håkansviksvägen/Hundholmsvägen, Degerö
- Uppbylinjen
  - Gunillavägen/Hundholmsvägen, Degerö
  - Reihersvägen/Hundholmsvägen, Degerö
  - Degerövägen/Hundholmsvägen, Degerö
  - Uppby

- Håkansvikslinjen
  - Håkansviksvägen, Degerö
  - Håkansvik

## Hastighet och fordon
Den närmare tio kilometer långa banan har dubbelspår. Medelhastigheten planeras bli 22 km/timme, med 60 km/timme på de snabbaste sträckorna. Huvudstadsregionens Stadstrafik har beställt 23 dubbelriktade Škoda Artic X54-vagnar, som är 34,5 meter långa i fem sektioner. Spårvagnarna planeras gå i fem–tiominuterstrafik.